# Tuc deth Ossau
Tuc deth Ossau är en bergstopp i Spanien.   Den ligger i provinsen Província de Lleida och regionen Katalonien, i den nordöstra delen av landet, 500 km nordost om huvudstaden Madrid. Toppen på Tuc deth Ossau är 2 516 meter över havet, eller 137 meter över den omgivande terrängen. Bredden vid basen är 1,5 km. Tuc deth Ossau ingår i Pyrenéerna.
Terrängen runt Tuc deth Ossau är bergig åt nordost, men åt sydväst är den kuperad. Trakten runt Tuc deth Ossau är nära nog obefolkad, med mindre än två invånare per kvadratkilometer. Närmaste större samhälle är Vielha, 16,8 km väster om Tuc deth Ossau. Trakten runt Tuc deth Ossau består i huvudsak av gräsmarker.